# Gleislose Bahn Judenburg
| Die Gleislose Bahn im Judenburger Stadtzentrum |        |                   |                   |
| Streckenlänge: | 1,9 km |                   |                   |
| Maximale Neigung: | 150 ‰  |                   |                   |
| |        |                   |                   |
| \| \| \| zur Rudolfsbahn \| \| \| \| 0,0 \| Judenburg Bahnhof \| Judenburg Bahnhof \| \| \| 0,8 \| Mur \| Mur \| \| \| 1,9 \| Judenburg Stadt \| Judenburg Stadt \| |        |                   |                   |
| |        | zur Rudolfsbahn   |                   |
| U-Bahn-Kopfbahnhof Streckenanfang (Strecke außer Betrieb) | 0,0    | Judenburg Bahnhof | Judenburg Bahnhof |
| U-Bahn-Brücke über Wasserlauf (Strecke außer Betrieb) | 0,8    | Mur               | Mur               |
| U-Bahn-Kopfbahnhof Streckenende (Strecke außer Betrieb) | 1,9    | Judenburg Stadt   | Judenburg Stadt   |

Die Gleislose Bahn Judenburg war einer der ersten Oberleitungsbus-Betriebe in Österreich, damals noch Gleislose Bahn genannt. Die Anlage in der steirischen Stadt Judenburg wurde am 10. Dezember 1910 eröffnet und musste bereits 1914 kriegsbedingt wieder eingestellt werden.

## Strecke
Die 1,9 Kilometer lange Gleislose Bahn begann am peripher gelegenen Judenburger Bahnhof (47° 10′ 25,7″ N, 14° 39′ 43,1″ O). Dieser befindet sich an der Rudolfsbahn, von der Innenstadt aus über die Mur hinweg. Die stadtseitige Endhaltestelle lag am Rande des Hauptplatzes beim Post-Stadl (47° 10′ 6,6″ N, 14° 39′ 40,2″ O). Dort befand sich auch die Remise. Die Strecke wurde täglich von 6:00 Uhr bis 22:00 Uhr bedient, die Reisezeit über die Gesamtstrecke betrug 20 Minuten. 1911 kostete eine einfache Fahrt zwölf Kreuzer.

## Fahrzeuge
Bei der Gleislosen Bahn Judenburg kam das System Mercédès-Électrique-Stoll zur Anwendung, der einzige vorhandene Wagen besaß somit – wie bei diesem System allgemein üblich – ein Kontaktwägelchen zur Stromabnahme sowie Radnabenmotoren. Als Besonderheit waren beim Judenburger Wagen jedoch beide Achsen angetrieben. Dies war nötig, um zum einen die Maximalsteigung von 15 Prozent problemlos zu bewältigen, zum anderen, um in den Hauptverkehrszeiten auch den vorhandenen Anhänger mitführen zu können.